# Arrondissement Ribeauvillé
Ribeauvillé is een voormalig arrondissement van het Franse departement Haut-Rhin in de regio Grand Est. Op 1 januari 2015 werd het arrondissement opgeheven en de gemeentes werden opgenomen in het arrondissement Colmar, dat werd hernoemd naar het huidige arrondissement Colmar-Ribeauvillé.

## Kantons
Het arrondissement was samengesteld uit de volgende kantons:
- Kanton Kaysersberg
- Kanton Lapoutroie
- Kanton Ribeauvillé
- Kanton Sainte-Marie-aux-Mines